# Mus tenellus
Mus tenellus är en däggdjursart som först beskrevs av Thomas 1903.  Mus tenellus ingår i släktet Mus och familjen råttdjur. IUCN kategoriserar arten globalt som livskraftig. Inga underarter finns listade i Catalogue of Life.
Arten når en kroppslängd (huvud och bål) av 4,4 till 6,2 cm och en svanslängd av 3,4 till 4,3 cm. Den har 1,2 till 1,4 cm långa bakfötter och 0,8 till 1,0 cm stora öron. Viktuppgifter saknas. På ovansidan förekommer sandfärgad päls och undersidan (inklusive hakan och strupen) är täckt av vit päls. Några exemplar är lite mörkare vid ryggens topp. Framför och bakom de gråa öronen förekommer vita fläckar som ibland är sammanlänkade med varandra. Det skiljer Mus tenellus från alla andra släktmedlemmar. Svansen är likaså uppdelad i en mörkare ovansida och en ljus undersida. Den är täckt av fjäll och av små styva hår. Honor har två par spenar vid bröstet och två par vid ljumsken.
Arten förekommer med två från varandra skilda populationer i Etiopien och östra Sudan. Enstaka fynd finns från Somalia och Tanzania. Musen lever i låglandet och på högplatån upp till 2000 meter över havet. Den vistas i torra savanner.
Två upphittade honor var dräktiga med 3 respektive 4 ungar.